# مسموع
مسموع (بالإنجليزية: masmoo3) هي شركة متخصصة في إنتاج ونشر الكتب العربية الصوتية الرقمية، من خلال إنتاجها ونشرها عبر وسائل التكنولوجيا والإنترنت.

## تاريخها
تأسست شركة مسموع للمعرفة الصوتية في يناير 2011م، في مدينة عمان على يد الأخوين علاء وآلاء سليمان، حيث تعمل شركة مسموع على إنتاج الكتب الصوتية ونشرها عبر قنوات مختلفة من مواقع إلكترونية وتطبيقات وأجهزة مشغلات الصوت المحملة مسبقاً لتوفير المعرفة.

## الأعمال
تنتج مسموع الكتب الصوتية الرقمية والتي هي عبارة عن تسجيلات لتلاوة نصوص الكتب المطبوعة أو الإلكترونية، من قبل فريق من المختصين بالقراءة العربية. وتحفظ هذه التسجيلات بشكل رقمي على أجهزة التخزين الرقمية، ويمكن الاستماع إليها باستخدام المشغلات الصوتية الرقمية   (Audio/Mp3 Players) والأجهزة الخلوية المحمول وأجهزة محملة مسبقاً.
تنتج مسموع عناوين وأشكال متنوعة من النصوص العربية تشمل ما يلي:
1. كتب التطوير والتنمية الحديثة، المؤلفة عربيا والمترجمة إلى العربية.
2. كتب التراث العربي، الأدبي والديني.
3. كتب ودواوين الشعر العربي القديم والحديث.
4. الكتب الفكرية والتاريخية.
5. الروايات والقصص.
6. المجلات الإخبارية ومجلات الأعمال.
7. كتب وقصص الأطفال.

## النشر الرقمي الإلكتروني
لزيادة رقعة انتشار الكتب الصوتية الرقمية، ولحمايتها من إعادة النسخ والقرصنة، تقوم مسموع بالنشر عبر وسائل الاتصالات الرقمية والإنترنت، عن طريق تطبيقات الموبايل المتصلة بالمستودعات الرقمية لشركات صناعة أجهزة وأنظمة الخلوي المحمول مثل أندرويد وأبل ونوكيا وعن طريق المواقع العالمية لنشر الكتب الصوتية والشركات المشغلة لشبكات الخلوي المحمول والإنترنت.

### المكتبة الصوتية للمؤسسات التعليمية
تقدم مسموع خدمة الوصول لمكتبتها الصوتية للمؤسسات التعليمية والمكتبات العامة من خلال منصة مخصصة أو من خلال أجهزة مسموع المحملة مسبقاً بالكتب الصوتية العربية والتي اُطلقت مع بداية عام 2015م لنشر كتبها الصوتية دون الحاجة للإنترنت أو المشغلات المستقلة أو الارتباط بمكان محدد تناسب المؤسسات التعليمية والمكتبات العامة والأفراد.